# 威廉斯堡大橋
威廉斯堡大橋是一條位於美國紐約州紐約市橫跨東河的懸索橋，連接曼哈頓的下東城與布魯克林的威廉斯堡，在曼哈頓與地兰西街（Delancey Street）交匯，在布魯克林與布魯克林-皇后區快速公路和Broadway交會點附近交匯。過去曾被給予紐約州道27A與78號州際公路的編號，但是因為下曼哈頓快速公路沒有付諸實行，I-78也從未真正的成為威廉斯堡大橋的編號。
威廉斯堡大橋是在1896年開工，其總工程師為列佛·巴克（Leffert L. Buck），建築師為亨利·宏伯斯特（Henry Hornbostel），最後在1903年12月19日通車，而總經費為一千兩百萬美元。威廉斯堡大橋是在當時世界上最大的懸索橋，直到熊山大橋在1924年通車之後才退位。橋本身的結構並不像傳統的懸索橋一樣，而是中間主跨距部分是由懸索來支撐，但是兩邊連接陸地與中間主跨的橋段卻是以桁架所構成。主跨距約為488（1,600英尺）長，橋全長為2,227（7,306英尺），橋面寬36（118英尺），在中間點的橋高為41（135英尺），橋塔高102（335英尺）。
威廉斯堡大橋與曼哈頓大橋是紐約市兩條仍舊載有汽車與鐵路的橋。除了現在連接紐約地鐵的BMT納蘇街線與BMT牙買加線之外，過去曾經有過兩條街車鐵軌。橋的開通使得原本位於河兩岸的渡輪逐漸消失。威廉斯堡大橋自1980年代開始便一直有不停的維修工程，這是主要因為數十年來一直推遲應有的維修所造成經年累月的損壞。
位於威廉斯堡大橋中央的鐵路軌道源本是由布魯克林-曼哈頓運輸股份有限公司所使用，而今天是由紐約地鐵JMZ線所使用。

## 圖片

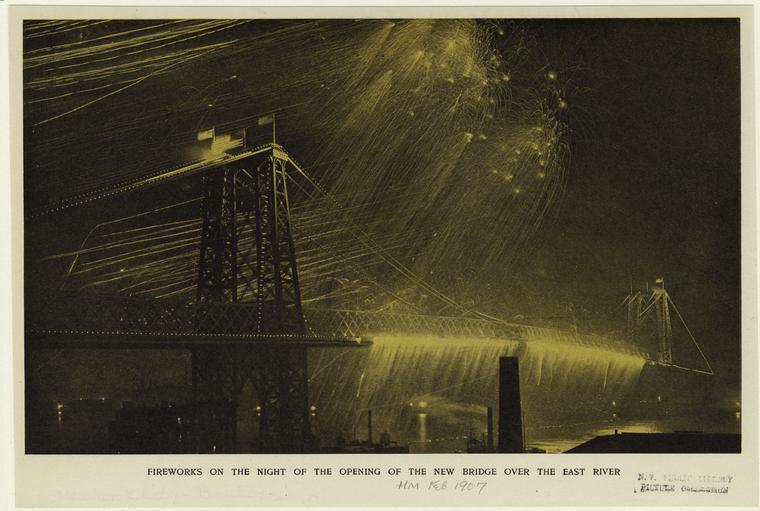
1903年時通車日當晚的煙火。
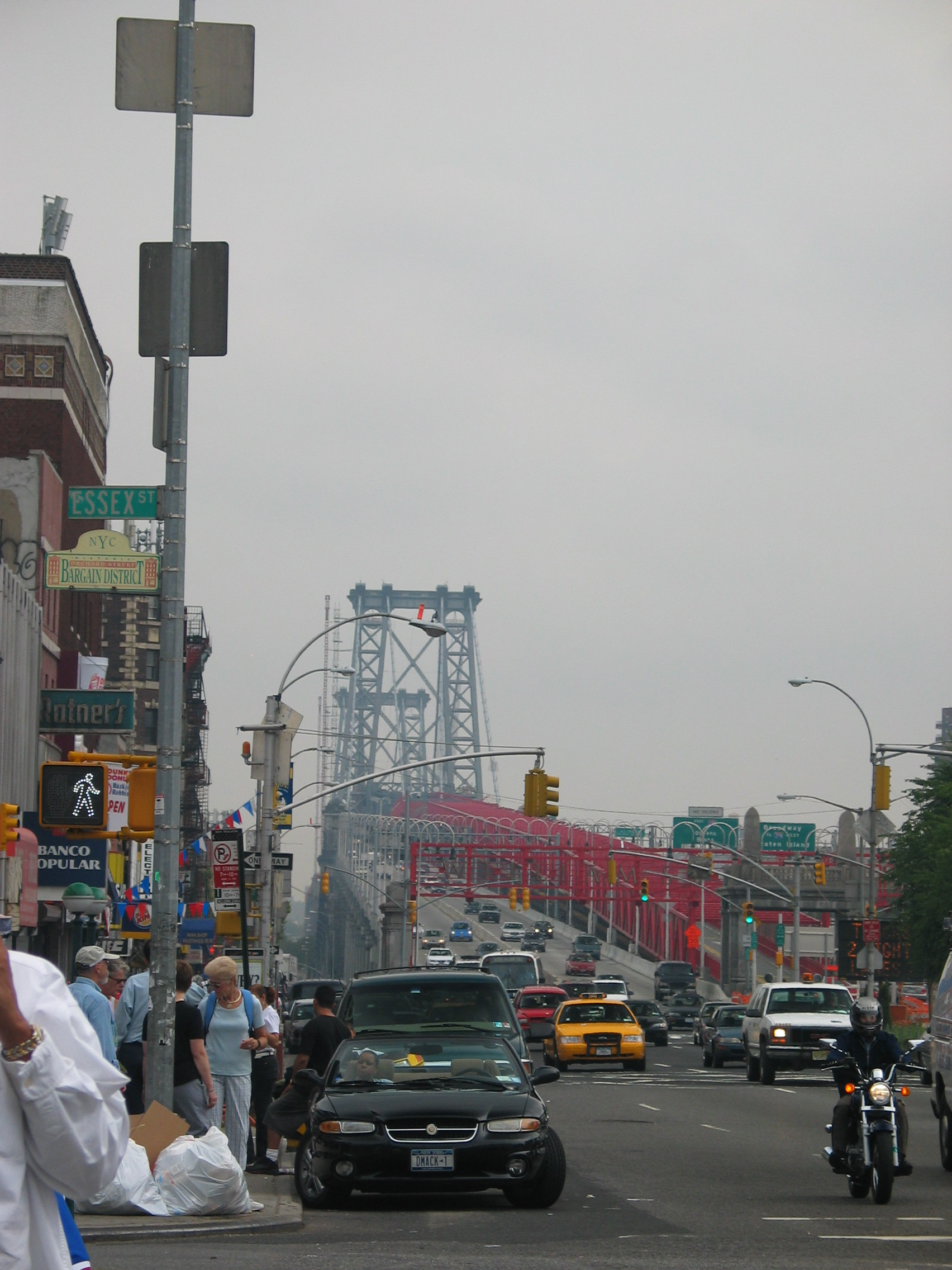
自曼哈頓望威廉斯堡大橋。
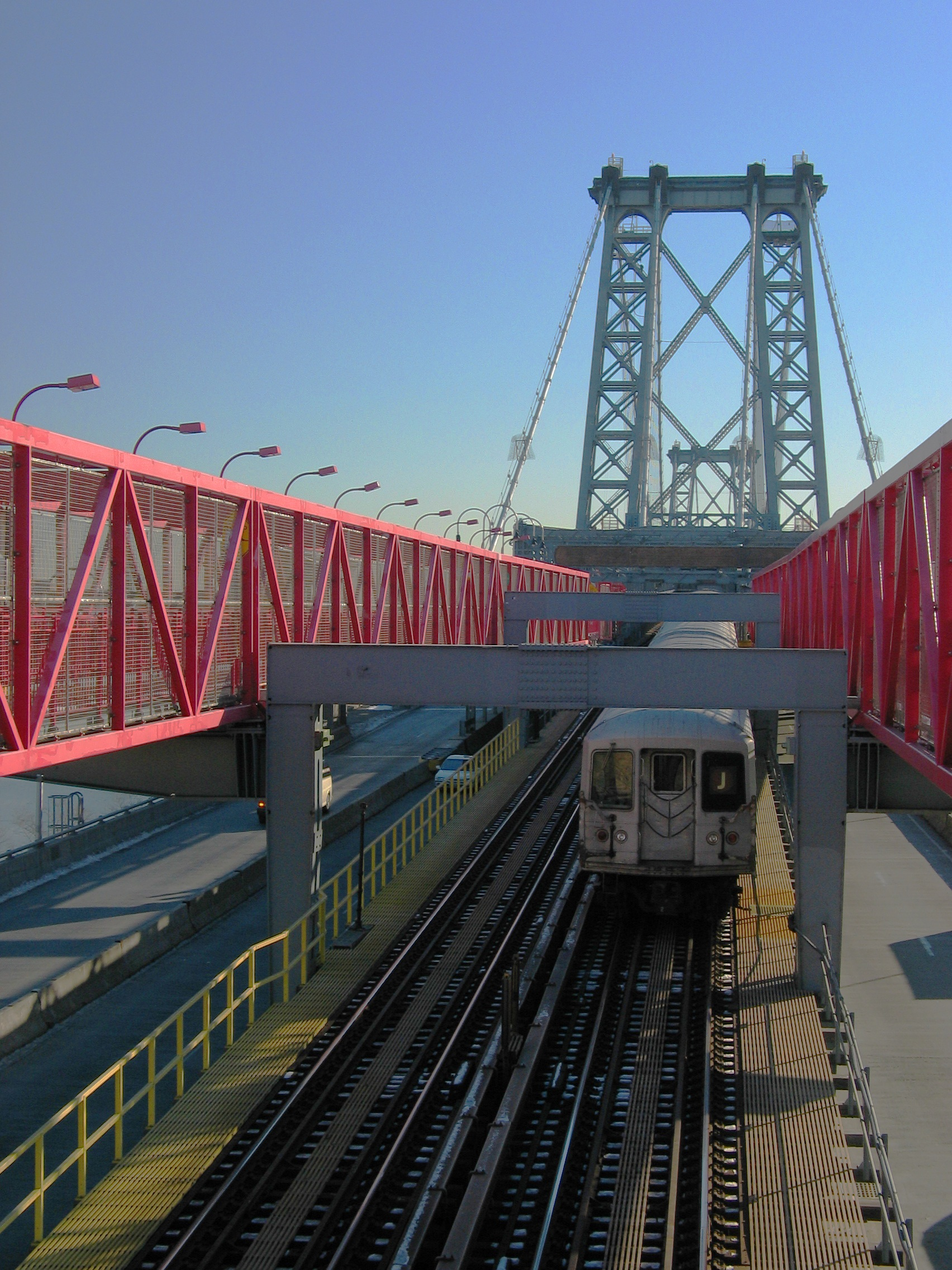
正行經威廉斯堡大橋的J線列車。
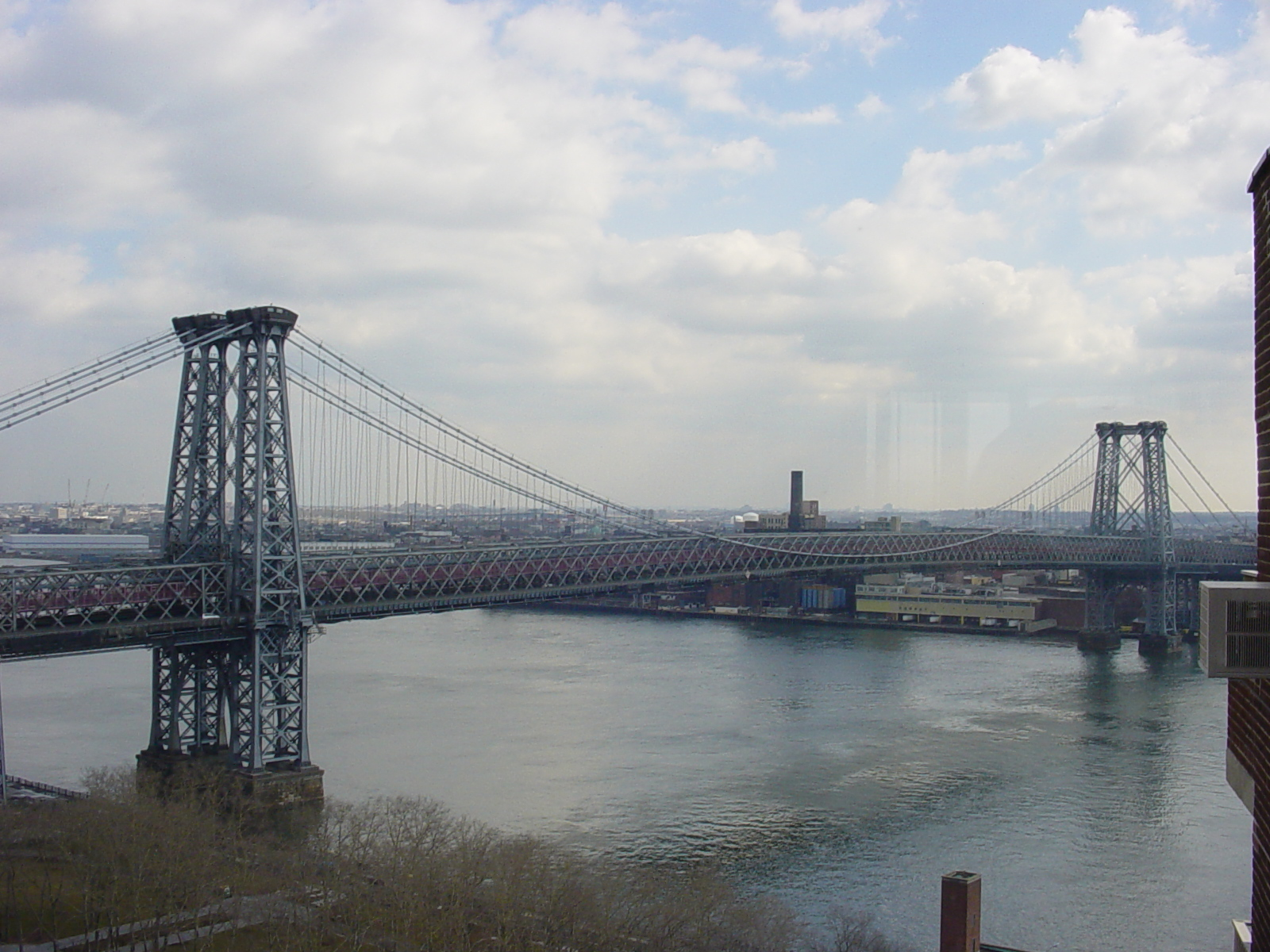
自曼哈頓的下東城望威廉斯堡大橋。

## 其他資訊
- Bridges at New York City DOT
- Structurae裡有關威廉斯堡大橋 （页面存档备份，存于）的資料
- HAER （页面存档备份，存于） 美國國會圖書館有關威廉斯堡大橋的頁面。
- nycroads.com（页面存档备份，存于） 威廉斯堡大橋頁